# Agabus taiwanensis
Agabus taiwanensis är en skalbaggsart som beskrevs av Nilsson och Wewalka 1994. Agabus taiwanensis ingår i släktet Agabus och familjen dykare. Inga underarter finns listade i Catalogue of Life.